# Emanuel Engel

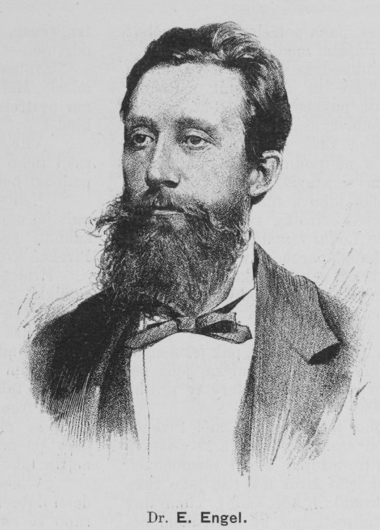
Emanuel Engel (1886)

Emanuel Engel (* 20. Oktober 1844 in Prag; † 26. Oktober 1907 in Karlsbad) war tschechischer Arzt und Politiker.

## Leben
Während seines Studiums an der Prager Universität widmete er sich bereits dem tschechischen nationalen, literarischen Leben. Ende 1868 wurde er dann als Arzt, zunächst in Prag, dann in Benešov und später in Karlsbad tätig. Von 1875 bis 1881 hielt er sich im Ausland auf.
1883 wählte man Engel in den Böhmischen Landtag und 1885 als Mitglied der Jungböhmischen Partei (Národní strana svobodomyslná) in den Reichsrat. Nach der Rieger-Affäre 1887 wurde er gemeinsam mit Eduard Grégr und weiteren zwei Parteimitgliedern aus dem Tschechenklub im Reichsrat ausgeschlossen. Nach der Gründung des eigenständigen Jungböhmischen Parlamentarischen Clubs (Mladočeský parlamentní klub), war er dessen langjähriger Vorsitzender und Sprecher.
In den neunziger Jahren gehörte er zu den Befürwortern der positiven Politik. Nach dem Fall von Badeni 1897, setzte er sich für die Aufnahme des Josef Kaizl in die Thun-Regierung ein. Die unbeständige böhmische Politik der Jahre 1897 bis 1899 verteidigte er mit den Worten: „Uns wirft man Opportunismus vor. Wir arbeiten jedoch mit den vorgegebenen Verhältnissen, nicht jedoch leichtsinnig, sondern nach einer reifen Überlegung.“ Die Kritiker warfen dieser Partei jedoch mit Recht die mageren Erfolge vor.
1900 verzichtete er auf den Vorsitz in Jungböhmischen Parlamentarischen Klub und zog sich ein Jahr später gänzlich aus der Politik zurück. Er blieb zwar Abgeordneter des Landesparlamentes, nahm jedoch an den Sitzungen nicht teil. Nach der Abwahl war er nur noch als erfolgreicher Kurarzt in Karlsbad tätig.

## Werke
Er veröffentlichte den Gedichtband Gedichte (Básně) und nahm den Vorsitz bei dem Literatenzirkel Ruch wahr.